# ぽっちゃり☆プリンセス
『ぽっちゃり☆プリンセス』（原題：Fat Princess）とは、アメリカ合衆国のゲーム開発会社Titan Studios (en) が開発し、2009年7月30日に日本国外（北米・EU・豪州）版が、2009年12月25日に日本国内版が、それぞれソニー・コンピュータエンタテインメントによりPlayStation 3用ゲームとしてPlayStation Storeで配信・販売されたゲーム。2009年12月28日には、アメリカ合衆国のゲーム専門webサイトGameTrailers.comによる「Game of the Year Award 2009」にてベストダウンロードゲーム部門賞（Best Downloadable Game）を受賞した。

## 概要
最大32人による同時対戦が可能なリアルタイムストラテジーゲーム。キャラクターはファンタジーな絵柄だが、流血表現もあるかなりハードなゲームである（そのため、CERO分類も「C（15歳以上対象）」となっている）。
プレイヤーは他のプレイヤーと協力し、敵城に囚われている自分の姫を奪還することを目標とする（ゲーム内容によってルールは変わる）。

## ゲームルール
基本ルール
赤チーム・青チーム各16人（いない場合はCOMが補充）の32名によるチーム戦。
プレイヤーは村人の状態からスタートする。自城にあるハットマシンから作られる帽子を被ることで特定の職業に変身して敵を倒したり、支城を占領したり、自分の城をアップグレードさせる。
敵に倒された場合は、復活までに5秒かかる。ゲーム残り時間5分を切ると10秒となる。
先に規定条件を満たしたチームの勝利。制限時間の30分を経過しても満たせなかった場合は、優勢のチームの勝利（プリンセスを救い出せ!はメンバー全員の総得点の多いチームが、プリンセス誘拐作戦は誘拐数、同数の場合は総得点、チームデスマッチ・国取り合戦は残ライフによって判断）。
成績は得点制で行い、チームに貢献（自城アップグレード、支城制圧・奪還・中立化、敵撃破、回復アシスト、資源獲得、姫の救出・エスコート）するとポイントが増え、敵に撃破されるか自爆すると得点が減らされる。
プリンセスを救い出せ!
自分の城の牢獄には相手チームの姫が、相手チームの城には自チームの姫が捕らえられている。戦闘を繰り返しながら相手の城に入り、姫を救出、自分の城の玉座まで運び、姫を座らせてから30秒守りきれば勝利となる。ただし、カウント中に姫が奪還された場合や相手チームの姫が奪還された場合はカウントが減少する（再奪還でその時点の残り秒数から再びカウントする）。
姫にケーキを食べさせると姫が太り、奪還時の運ぶスピードを遅くさせることができる。複数食べさせるとさらに効果が上がるが、一定時間で元に戻る。また、姫を救出中に他のプレイヤーがエスコートすると、移動速度が上がる。こちらも複数人が同時に行うと効果が上がる。
プリンセス誘拐作戦
自分の城には自チームの姫が、相手の城には相手チームの姫が玉座にいる状態でスタート。同様に戦闘を繰り返しながら相手チームの姫を誘拐し、自城の牢獄まで運ぶ。牢獄まで運びきれば1ポイントとなり、姫は自動的に相手の城へ戻る。先に3ポイント先取したチームの勝利。
ケーキ、エスコートのルールは同じ。
チームデスマッチ
各チーム250ライフを持った状態でスタート。相手チームを撃破するか、相手チームメンバーが自爆すると相手チームライフが1ポイント減る。先に相手チームライフを0にしたチームの勝利。
このルールでは姫がいないが、ケーキは通常通り落ちている。
国取り合戦
各チーム所定の士気（ゲーム中の支城数に応じて決定）を持った状態でスタート。ステージ上の支城をできるだけ多く占領する。全ての支城が占領された時点で占領数が少ないチームは1秒につき1ポイント士気が減少する。減少は1つでも支城を中立化した時点でストップする。先に相手チームの士気を0にしたチームの勝利。
このルールも姫はいない。
サッカー
ステージでサッカー場を選んだときのみ行うルール。このルールのみ制限時間は10分となっている。（残時間5分を切っても復活時間は5秒）上から降ってくるボールをドリブルし相手ゴールに入れれば1点。タイムアップ時に得点の多いチームの勝利。同点の場合はサドンデスで決着をつける。
このステージではアイテム（ハット・資材・爆弾）は上から降る。（何が降ってくるかはランダム）また、ハットがアップグレードされているかもランダム。獲得した資材でジャンプ台やパンチングマシーン（ゴールキーパーの代わり）を作ることができる。
また、このルールのみトロフィー成績対象外ルールとなっている。（当初は加算されていたがアップデートにより改定）

## 職業
実際は1つのライフは4分の1ずつに分かれている。（ライフ2の場合は8段階ということになる）
村人（ライフ：2）
ゲームスタート時、復活時はこの職業からスタートする。攻撃力は低いが移動速度は一番早いため、救出担当に最適。
攻撃はビンタ。威力は低いが敵を気絶させることができる。また、相手がアイテムを持っていた場合、それを落とすことができる。
一度他のハットを被ると撃破されて復活するまでなることができない。
木こり（ライフ：4）
斧を使って攻撃できる（溜め攻撃で強い打撃）他、木材や鉄鉱石を採取することができる。また、資材がそろっている場合はハットマシンのアップグレード・攻城兵器の作成などができる。
アップグレードすると小型爆弾を投げて攻撃できるようになる。（溜め攻撃で遠くまで投げる。）この爆弾は味方はダメージを喰らわない。
アップグレードでハットマシンから大型爆弾が作られるようになる。作動（プレイヤーが作動させるほか、魔法使いの炎・たいまつなどでも作動）させると数秒後に大爆発を起こす。乱戦ではかなりの効果を発揮するが、小型爆弾と違い味方にもダメージを与えてしまう。そのためチーム内キルとしてペナルティ（減点）が課せられてしまうことも多々ある。
戦士（ライフ：6）
剣で敵を攻撃する。（溜めで強攻撃。）また、持っている盾でガードすることができる。（防げるのは前からの近接攻撃、狙い撃ちの魔法、レンジャーの攻撃のみ。後方は無防備のため攻撃を受ける。）
アップグレードすると剣が槍になり攻撃力が上がる。また、溜め攻撃は2段攻撃となる。ただし、盾を持っていないためガードは不可。
レンジャー（ライフ：5）
弓で敵を攻撃する。（溜めで強攻撃。）アップグレードすると弓が銃になり攻撃力が増す。（同様に溜めで強攻撃。）
アップグレードすると自城・自領土のたいまつに火がともる。この火に剣・弓・銃を当てると一定時間火をまとった状態になり、通常よりも攻撃力が高くなる。
魔法使い（ライフ：4）
魔法で火を放つ。溜め攻撃で強力な火の球を発射し、ロックオンしない状態で溜めると火の範囲攻撃を行う。敵に火が付くと一定時間後に火が消えると同時に大ダメージを与えることができる。（水に入る、僧侶による回復、味方魔法使いの氷範囲魔法で解除可能。）
アップグレードで氷魔法を使えるようになる。攻撃方法は火の時と同じだが、氷魔法が当たった相手は一定時間動けないか、移動速度が低下する。（味方魔法使いの火範囲魔法で解除可能。）
アップグレードで虹色のポーションが生成される。起動させて一定時間経つか、敵に当てるとポーション周辺のプレイヤーを敵味方関係なく一定時間チキンにすることができる。
僧侶（ライフ：4）
味方プレイヤーのライフを回復させることができる。また、完全回復しているプレイヤーには敵の攻撃を1回無効化できるバリアを張ることができる。（武器を変えると無効）ロックオンなしの溜めで範囲回復ができる。
アップグレードで闇の僧侶となり、敵のライフを吸い取って自分のものにすることができる。（ただし、とどめはさせない。）また、範囲魔法は敵に呪いをかけることができ、ダメージは与えないが一定時間まっすぐ歩けなくなり、座り込み回復もできないようになる。
チキン（ライフ：1）
魔法使いのポーションによってなることができる。体力も攻撃力も低いが、ジャンプ力は大幅に上がり、カタパルトで飛ばされると通常ではありえないような場所にも着地できる。

## 配信延期問題
本作の日本における配信開始は当初2009年11月19日の予定だったが、配信当日になって突然「制作上の都合」を理由に延期となり、同年12月21日に「12月25日発売」と改めて告知された。
発売延期との関連性は不明だが、発売延期前の本作のイメージイラストやタイトル画面に登場するキャラクターは海外アニメでよく見られる4本指であったのが、延期後は5本指に描き直されている。